# Live (álbum de Blind Guardian)
Live es el segundo álbum en directo del grupo alemán de power metal Blind Guardian. Se grabó durante la gira Blind Guardian World Tour 2002/2003 en Tokio, Estocolmo, Lichtenfels, Venecia, Düsseldorf, Milán, Florencia, Barcelona, San Sebastián, Avilés, Madrid, Granada, Valencia, Bremen, Moscú, Hamburgo, Berlín, Múnich y Stuttgart. La portada fue de nuevo obra de Andreas Marschall quien no había sido contratado para la ilustración del anterior disco de estudio.

## Formación
- Hansi Kürsch: Voz
- André Olbrich: Guitarra y coros
- Marcus Siepen: Guitarra y coros
- Thomas "Thomen" Stauch : Batería

## Músicos invitados
- Oliver Holzwarth: Bajo
- Michael Schüren: Teclados y coros
- Alex Holzwarth: Batería

## Lista de canciones
Disco 1
1. "War of Wrath" - 1:54
2. "Into the Storm" - 4:52
3. "Welcome to Dying" - 5:28
4. "Nightfall" - 6:20
5. "The Script for my Requiem" - 6:38
6. "Harvest of Sorrow" - 3:56
7. "The Soulforged" - 6:03
8. "Valhalla" - 8:12
9. "Majesty" - 8:19
10. "Mordred's Song" - 6:46
11. "Born in a Mourning Hall" - 5:57

Disco 2
1. "Under the Ice" - 6:15
2. "Bright Eyes" - 5:26
3. "Punishment Divine" - 6:21
4. "The Bard's Song (In the Forest)" - 7:48
5. "Imaginations from the Other Side" - 9:40
6. "Lost in the Twilight Hall" - 7:09
7. "A Past and Future Secret" - 4:31
8. "Time Stands Still (At the Iron Hill)" - 5:52
9. "Journey Through the Dark" - 5:43
10. "Lord of the Rings" - 4:34
11. "Mirror Mirror" - 6:06

- Datos: Q1130685